# Creu de terme de Sant Joan
La Creu de terme de Sant Joan és una creu de terme de Solsona inclosa a l'Inventari del Patrimoni Arquitectònic de Catalunya.

## Descripció
A l'acta de consagració de la catedral de Solsona de l'any 1163, hi consta immunitat que es concedia a la zona marcada per quatre creus. Una d'elles era la de sant Joan fou refeta pel senyor Manel Casserres. (text procedent Pla ordenació urbanística municipal aprovat definitivament per la Comissió d'urbanisme 17/12/2008)